# Bleckley County
Bleckley County is een county in de Amerikaanse staat Georgia.
De county heeft een landoppervlakte van 563 km² en telt 11.666 inwoners (volkstelling 2000). De hoofdplaats is Cochran.

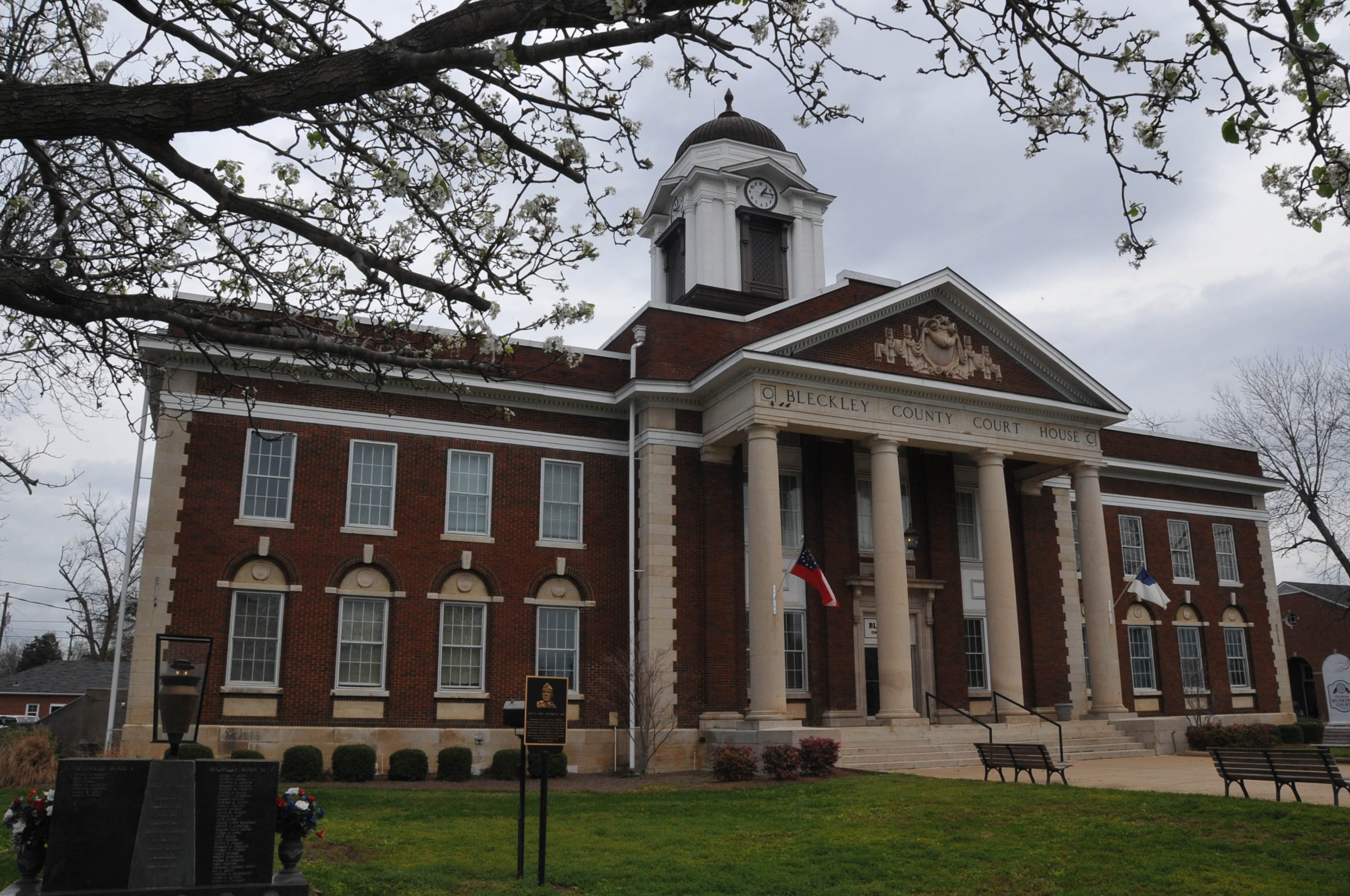
Bleckley County Courthouse